# Тірон (річка)
Тірон (ісп. Río Tirón) — річка в провінціях Бургос і Ріоха, північ Іспанії. Права притока річки Ебро.
У квітні 2015 року на території муніципалітету Еррамельюрі почалися роботи щодо запобігання ерозії берегів Тірона, на які було виділено згори 220 тисяч євро.

## Гідрологія
Довжина річки становить 63 км. Площа басейну — 1270 км², з котрих 649 км² припадає на територію провінції Ріоха, і 621 км² — на провінцію Бургос. Середньорічний видаток води — 5,1 ма³/з (у НП Кускурріта-де-Ріо-Тірон).
Витоки річки знаходяться вище 1600 м над рівнем моря, на північних схилах західної частини (хребет Сьєра-де-сан-Мілан) масиву Сьєрра-де-ла-Деманда . У межах провінції Бургос протікає по території комарки Монтес-де-Ока . Від витоку на півдні муніципалітету Фреснеда-де-ла-Сьєрра-Тирон до впадання струмка Монтеласелада тече на північний схід, потім повертає на північний захід. У впадання прадолуенго (нижче Вільягаліхо) згортає на північ. Трохи вище белорадо (у Сан-Мігель-де-Педросо) основним напрямок течії поступово стає північний схід. Після впадання Еа і до гирла тече переважно на схід. Впадає в Ебро у східній околиці міста Аро на висоті 437 м

### Притоки
Найбільша притока — Оха (Глера), впадає у Тірон зліва

в нижній течії, а також єднається з ним каналом у Кускуррита-де-Рио-Тирон.
| Назва     | назва          | Сторона | Довжина |
| --------- | -------------- | ------- | ------- |
| Урбіон    | ісп. Urbión    | ліва    | 15 км   |
| Реторто   | ісп. Retorto   | ліва    | 19 км   |
| Баньюелос | ісп. Bañuelos  | ліва    | 20 км   |
| Енсемеро  | ісп. Encemero  | права   | 12 км   |
| Релачіго  | ісп. Relachigo | права   | 22 км   |
| Оха       | ісп. Oja       | права   | 48 км   |
| Еа        | ісп. Ea        | ліва    | 18 км   |

## Клімат
Згідно зі спостереженнями з 1975 по 2002 рр., Середньорічна кількість опадів на території басейну річки Тірон становить 664 мм, зменшуючись з півдня (869 мм) на північ (516 мм). Середня річна температура коливається від 6,5-7 ° C в верхів'ях річок Урбіон, Тіріон і Оха до 12,5-13 ° C в низов'ях басейну. Найвищі температури припадають на липень і серпень, найменші — на грудень і січень .

## Населення
Станом на 2005 рік в межах басейну річки Тірон проживало 32 тисячі чоловік (27 чол. / км²) . Біля річки Тірон розташовані такі населені пункти (від витоку до гирла): Фреснеда-де-ла-Сьєрра-Тирон, Сан-Вісенте-дель-Вальє, Санта-Олалья-дель-Вальє, Вільягаліхо, Ескерро, Сан-Мігель-де- Педросо, белорадо, Фресно-де-Ріотірон, Сересо-де-Ріотірон, Тормантос, Лейва, Еррамельюрі, очандурі, Кускурріта-де-Ріо-Тірон, Тиргу, сіурі, Ангусіана і Аро . 